# Natació als Jocs Olímpics d'estiu de 1920 - 200 metres braça masculins
Els 200 metres braça masculins va ser una de les deu proves de natació que es disputaren als Jocs Olímpics d'Anvers de 1920. Aquesta era la tercera vegada que es disputava aquesta prova en uns Jocs. La competició es disputà entre el 26 i el 29 d'agost de 1920. Hi van prendre part 24 nedadores procedents d'11 països.

## Medallistes
| Or                  | Plata              | Bronze              |
| Håkan Malmrot (SWE) | Thor Henning (SWE) | Arvo Aaltonen (FIN) |

## Rècords
Aquests eren els rècords del món i olímpic que hi havia abans de la celebració dels Jocs Olímpics de 1920.
| Rècord del Món | 2:56.6 | Percy Courtman | Garston (GBR)  | 28 de juliol de 1914 |
| Rècord Olímpic | 3:01.8 | Walter Bathe   | Estocolm (SWE) | 12 de juliol de 1912 |

## Resultats

### Quarts de final
Es van disputar el 26 d'agost de 1920. Els dos primers de cada sèrie i el millor tercer passen a la final.
Sèrie 1
| Posició | Nedador             | Temps  | Qual. |
| ------- | ------------------- | ------ | ----- |
| 1       | Jack Howell (USA)   | 3:09.8 | Q     |
| 2       | Per Cederblom (SWE) | 3:12.2 | Q     |
| 3       | Édouard Henry (BEL) | 3:18.0 |       |
| 4       | Rex Lassam (GBR)    |        |       |
| 5       | Sidney Gooday (CAN) |        |       |

Sèrie 2
| Posició | Nedador               | Temps  | Qual. |
| ------- | --------------------- | ------ | ----- |
| 1       | Olle Dickson (SWE)    | 3:16.0 | Q     |
| 2       | Mike McDermott (USA)  | 3:16.4 | Q     |
| 3       | Paul Neeckx (BEL)     | 3:16.6 | q     |
| 4       | Théodore Michel (LUX) |        |       |
| 5       | Émile Arbogast (FRA)  |        |       |
| 6       | Ernest Parker (GBR)   |        |       |

Sèrie 3
| Posició | Nedador                  | Temps  | Qual. |
| ------- | ------------------------ | ------ | ----- |
| 1       | Håkan Malmrot (SWE)      | 3:04.0 | Q     |
| 2       | Arvo Aaltonen (FIN)      | 3:11.6 | Q     |
| 3       | Édouard Van Haelen (BEL) | 3:22.6 |       |
| 4       | Stephen Ruddy (USA)      |        |       |
| 5       | Eduard Stibor (TCH)      |        |       |
| 6       | George Robertson (GBR)   |        |       |

Sèrie 4
| Posició | Nedador                | Temps  | Qual. |
| ------- | ---------------------- | ------ | ----- |
| 1       | Thor Henning (SWE)     | 3:12.8 | Q     |
| 2       | Ivan Stedman (AUS)     | 3:18.8 | Q     |
| 3       | William Stoney (GBR)   | 3:20.8 |       |
| 4       | Herbert Taylor (USA)   |        |       |
| 5       | Lucien Lebaillif (FRA) |        |       |
| 6       | Lluís Balcells (ESP)   |        |       |
| 7       | Félicien Courbet (BEL) |        |       |

### Semifinals
Es van disputar el 28 d'agost de 1920. Els dos primers de cada sèrie i el millor tercer passen a la final. En haver-h dos nedadors igualats amb el mateix temps en tercera posició ambdós passaren a la final.
Semifinal 1
| Posició | Nedador             | Temps  | Qual. |
| ------- | ------------------- | ------ | ----- |
| 1       | Jack Howell (USA)   | 3:10.8 | Q     |
| 2       | Per Cederblom (SWE) | 3:14.6 | Q     |
| 3       | Thor Henning (SWE)  | 3:16.0 | q     |
| 4       | Olle Dickson (SWE)  |        |       |
| 5       | Paul Neeckx (BEL)   |        |       |

Semifinal 2
| Posició | Nedador              | Temps  | Qual. |
| ------- | -------------------- | ------ | ----- |
| 1       | Håkan Malmrot (SWE)  | 3:09.0 | Q     |
| 2       | Arvo Aaltonen (FIN)  | 3:12.4 | Q     |
| 3       | Ivan Stedman (AUS)   | 3:16.0 | q     |
| 4       | Mike McDermott (USA) |        |       |

### Final
Es va disputar el 29 d'agost de 1920.
| Posició | Nedador             | Temps  |
| ------- | ------------------- | ------ |
| 1       | Håkan Malmrot (SWE) | 3:04.4 |
| 2       | Thor Henning (SWE)  | 3:09.2 |
| 3       | Arvo Aaltonen (FIN) | 3:12.2 |
| 4       | Jack Howell (USA)   |        |
| 5       | Ivan Stedman (AUS)  |        |
| —       | Per Cederblom (SWE) | DNF    |